# Grete Grumme
Grete Grumme, född 1911, död 1997, var en dansk kokboksförfattare och matskribent.
Bortsett från några kurser på Le Cordon Bleu i Paris var Grumme självlärd kock. Hon kämpade under 1960-talet mot förringandet av matvaror, och lade stor vikt vid råvaror och kvalitet. Hon gav ut ett flertal kokböcker och gjorde också bearbetningar av franska verk, däribland av Paul Bocuse och bröderna Troisgros. En del av hennes kokböcker finns översatta till svenska, däribland Grekisk mat och Lammkött.
Hon var medlem av Det Danske Gastronomiske Akademi från 1969, och medverkade under 1970-talet i tv-programmet TV-Køkkenet.